# Christine Sixteen
«Christine Sixteen» — песня группы Kiss из их студийного альбома 1977 года Love Gun.
Как цитирует Джина Симмонса сайт Songfacts,
Когда у Kiss пошли золотые и платиновые диски и группа начала собирать на свои концерты крупнейшие залы по всему миру, мы с Полом стали подшучивать и подтрунивать над стилями и названиями песен друг друга, по очереди сочиняя песни в стиле оппонента.
Джин Симмонс, писавший для Kiss в основном рок, написал эту песню, подражая стилю песен Пола Стэнли, чьи тексты отличались излишним романтизмом. Однажды он услышал, что Стэнли хочет написать песню под названием «Christine Sixteen», он быстро сам принялся за дело и написал её первым. Стэнли в 1973 году также украл название будущей песни у Симмонса, написав песню «Black Diamond».
Песня была успешной, в США она попала в первую тридцатку чарта Billboard Hot 100. Она и сейчас остаётся одной из любимых среди фанатов группы Kiss.